# Maxim Morariu
Maxim Morariu (n. 4 mai 1991, Salva, jud. Bistrița-Năsăud) (pe numele de laic Iuliu-Marius) este un poet, prozator, eseist, istoric, om de cultură, teolog de mare anvergură, membru al Academiei Oamenilor de Știință din România și cetățean de onoare al localității Salva. Scriitor prolific, membru la diferite nivele în asociații culturale din România și din străinătate.
Deținător al unui mare număr de premii în domeniul literar, cultural și teologic începând cu anul 2011, membru și colaborator la numeroase reviste științifice istorice și teologice, realizator de emisiuni radio.
Absolvent al mai multor facultăți, masterate și doctorate din țară și străinătate, bun cunoscător al limbilor engleză, franceză, germană și italiană.

## Biografie
Maxim Morariu s-a născut la 4 mai 1991 în localitatea Salva, județul Bistrița-Năsăud.
A absolvit Școala Populară de Arte ,,Tudor Jarda”, din Cluj-Napoca, secția canto popular, promoția 2009 și Seminarul Teologic Liceal Ortodox din Cluj-Napoca, promoția 2010.
A făcut studii universitare la Cluj-Napoca, astfel este licențiat al Facultății de Istorie și Filosofie, secția Istorie din cadrul Universității ,,Babeș-Bolyai”, din Cluj-Napoca, promoția 2011-2014, cu tema cu tema Relațiile preoțimii năsăudene cu ,,Astra” de la înființare și până la Marea Unire și șef de promoție al Facultății de Teologie Ortodoxă, secția Teologie Pastorală, din cadrul Universității ,,Babeș-Bolyai”, din Cluj-Napoca, promoția 2010-2014, cu tema Profilul spiritual al protoiereului și profesorului Grigore Pletosu (1848-1934), reflectat în activitatea lui didactică și pastorală.
A absolvit 4 masterat în țară și străinătate:
,,Istoria Europei de sud-est”, Facultatea de Istorie și Filosofie din cadrul Universității ,,Babeș-Bolyai”, din Cluj-Napoca, promoția 2014-2016, cu disertația: Asociaționismul cultural din zona Bistriței și a Năsăudului în perioada 1861-1918;
,,Consiliere Pastorală și Asistență Psiho-Socială”, Universitatea ,,Babeș-Bolyai”, Facultatea de Teologie Ortodoxă din cadrul Universității ,,Babeș-Bolyai”, din Cluj-Napoca, promoția 2014-2016, cu disertația: Autobiografia spirituală din spațiul protestant suedez al secolului XX. Studiu de caz: însemnările lui Dag Hammarsjkold, unde a fost și șef de promoție;
"Master Terzo Settore" (managementul ONG-urilor), 2018-2019, Angelicum Pontifical University, Roma, absolvit cu o teză dedicată unui proiect de fundraising adaptat Despărțământului "Vasile Moga" al ASTREI Sebeș;
- "Științe politice," Facolta delle Scienze Sociale, Angelicum Pontifical University, Roma, 2018-2020, (absolvit cu calificativul „Magna cum laude”).
A urmat și absolvit cursurile de doctorat în teologie, în perioada 2016-2019 în Teologie Ortodoxă- Spiritualitate, Facultatea de Teologie Ortodoxă din cadrul Universității ,,Babeș-Bolyai”, din Cluj-Napoca, finalizat la data de 2 octombrie 2019, cu calificativul "Excelent (Summa cum laude)", pentru teza de doctorat cu titlul: Repere ale autobiografiei spirituale din spațiul ortodox în secolele XIX și XX: Ioan de Kronstadt, Siluan Athonitul și Nicolae Berdiaev, publicată la Editura Lumen și în perioada 2020-2021 în "Științe Sociale", Facolta delle Scienze Sociale, Angelicum Pontifical University, Roma (teza de doctorat: Virgil Gheorghiu’s reflection on Communism, National-Socialism and Capitalism, susținută la data de 30. 06. 2021, Summa cum Laude), publicată la Editura Peter Lang. 

## Premii literare
- Premiul ,,Aurel Turcuș” pentru poezie la concursul național ,,Vox Napocensis”, Ediția a XII-a, Cluj-Napoca, 2012;
- Mențiune la concursul  național ,,Dor de dor”, Ediția a III-a, Ipotești, 2012;
- Premiul 1 la concursul național  ,,Ocrotiți de Eminescu”, Ediția a XIII-a, Blaj, 2013;
- Diplomă de excelență din partea Centrului Județean pentru Promovarea Culturii Tradiționale Gorj, Târgu Jiu, 19. 09. 2014;
- Merit Prize la Naji Naaman’s Literary Prizes, Liban, 2016;
- Medalie, din partea Asociației ,,Semănătorul" Tismana, 29. 07. 2016;
-  Marele premiu "Petru Poantă" la Festivalul Literar Internațional „Wox Napocensis”, ediția a XXI-a, mai 2022.

## Premii și distinți pentru cercetarea științifică
- Diploma de excelență din partea ,,Astrei Redidiva" – Despărțământul Năsăud, 8. 12. 2011;
- Premiul ,,Juventute" al Universitatiii ,,Babes-Bolyai” din Cluj-Napoca, 15. 12. 2011;
- Premiul I la Simpozionul International ,,Zilele cercetarii studentesti din Universitatea ,,Constantin Brancusi", Ediția a V-a, Targu Jiu, 5. 05. 2012;
- ,,Premiul Atelierului de Istorie Orală” al Fundației Academia Civică –Sighetul Marmației, 22. 06. 2012;
- Premiul I la Simpozionul International ,,Zilele cercetarii studentesti din Universitatea ,,Constantin Brancusi", Ediția a VI-a, Targu Jiu, 28. 04. 2013.
- Premiul I la Simpozionul Internaționl ,,Vasile Pogor”, Iași, 08. 09. 2013;
- Diplomă de excelență din partea ,,Astrei” – Despărțământul Năsăud, 10. 02. 2014;
- Premiul ,,Ilinca și Ion Balș” al Fundației Academia Civică –Sighetul Marmației, 29. 07. 2014;
- Diplomă de excelență în cercetare interdisciplinară, din partea Universității ,,Babeș-Bolyai", Cluj-Napoca, 10. 08. 2015;
- Premiul Excellenția al Consiliului Studenților din Universitatea ,,Babeș-Bolyai", Cluj-Napoca, 26. 05. 2016;
- Diplomă de excelență în cercetare interdisciplinară, din partea Universității ,,Babeș-Bolyai", Universitatea ,,Babeș-Bolyai", Cluj-Napoca, 04. 07. 2016;
- Premiul al III-lea, la Premiile Arhivelor Naționale, Ediția a VII-a, București, 2017;
- Premiul III la secțiunea Eseu la "Festivalul Internațional Lucian Blaga", Sebeș, RO, 9-12 mai 2019;
- Diplomă de onoare, din partea Despărțământului "Ioan Alexandru" al ASTREI Gherla, Gherla, 27. 09. 2019;
- Diplomă de merit și recunoștință din partea ASTREI, Despărțământul Năsăud, RO, 08. 02. 2020;
- Premiul „Acad. Tiberiu Morariu” al Școlii Profesionale „Tiberiu Morariu” Salva, Bistrița-Năsăud, RO, 27. 06. 2020;
- Premiu de excelență în cercetarea științfiică din partea Universității „Babeș-Bolyai, 01. 03. 2021, decernat de către rectorul Universității „Babeș-Bolyai”, prof. univ. dr. Daniel David;
- Premiul de excelență în cercetarea științifică din partea Universității „Babeș-Bolyai” 01. 03 2023, decernat d către rectorul Universității „Babeș-Bolyai”, prof. univ. dr. Daniel David.

## Membru în diferite comitete și asociații
- Membru în Consiliul Studențesc de Performanță Academică din cadrul Universității ,,Babeș-Bolyai” din Cluj-Napoca ( 2014-2016);
- Membtru fondator al Central and South-East Alumnus Netwok - CESEAN  (Viena), 2014;
- Membru fondator al Asociațiunea Transilvană pentru Literatura Română și Cultura Poporului Român – Astra, Despărțământul ,,Vasile Moga", Sebeș,  2014;
- Membru de onoare al ,, Member of Maison Naaman pour la Culture", Liban, 2016;
- Cercetător Asociat al Pretoria University, Africa de Sud (din 2017);
- Secretarul Centrului "Ioan Lupaș" al Facultății de Teologie Ortodoxă din cadrul Universității "Babeș-Bolyai", Cluj-Napoca, din 2017;
- Membru în board la Revista Research and Science Today (Târgu Jiu, indexată BDI în: Erih, Doaj, ProQuest, Ceeol), redactor secțiunea științe sociale din anul 2016;
- Membru al Institutului de Istorie Eclesiastică "Nicolae Bocșan" al Universității "Babeș-Bolyai" din Cluj-Napoca, din anul 2019;
- Membru în proiectul " Religion, Human Rights and Politics. The Challenges faced by Eastern Europe" al Universității "Babeș-Bolyai" din Cluj-Napoca, coordonat de prof. univ. dr. Korina-Elena Zamfir (Facultatea de Teologie Romano-Catolică), în anii 2017-2018 și 2018-2019 (materializat în fiecare an cu o participare la o conferință dedicată temei și cel puțin câte un studiu publicat într-o revistă indexată Web of Science);
- Membru al „Academiei Modelelor, Elitelor și Valorilor” din Cluj-Napoca, din luna iulie a anului 2021;
- Membru de onoare al Academiei Oamenilor de știință din România, din aprilie 2023.